# Dichromodes
Dichromodes är ett släkte av fjärilar. Dichromodes ingår i familjen mätare.

## Bildgalleri

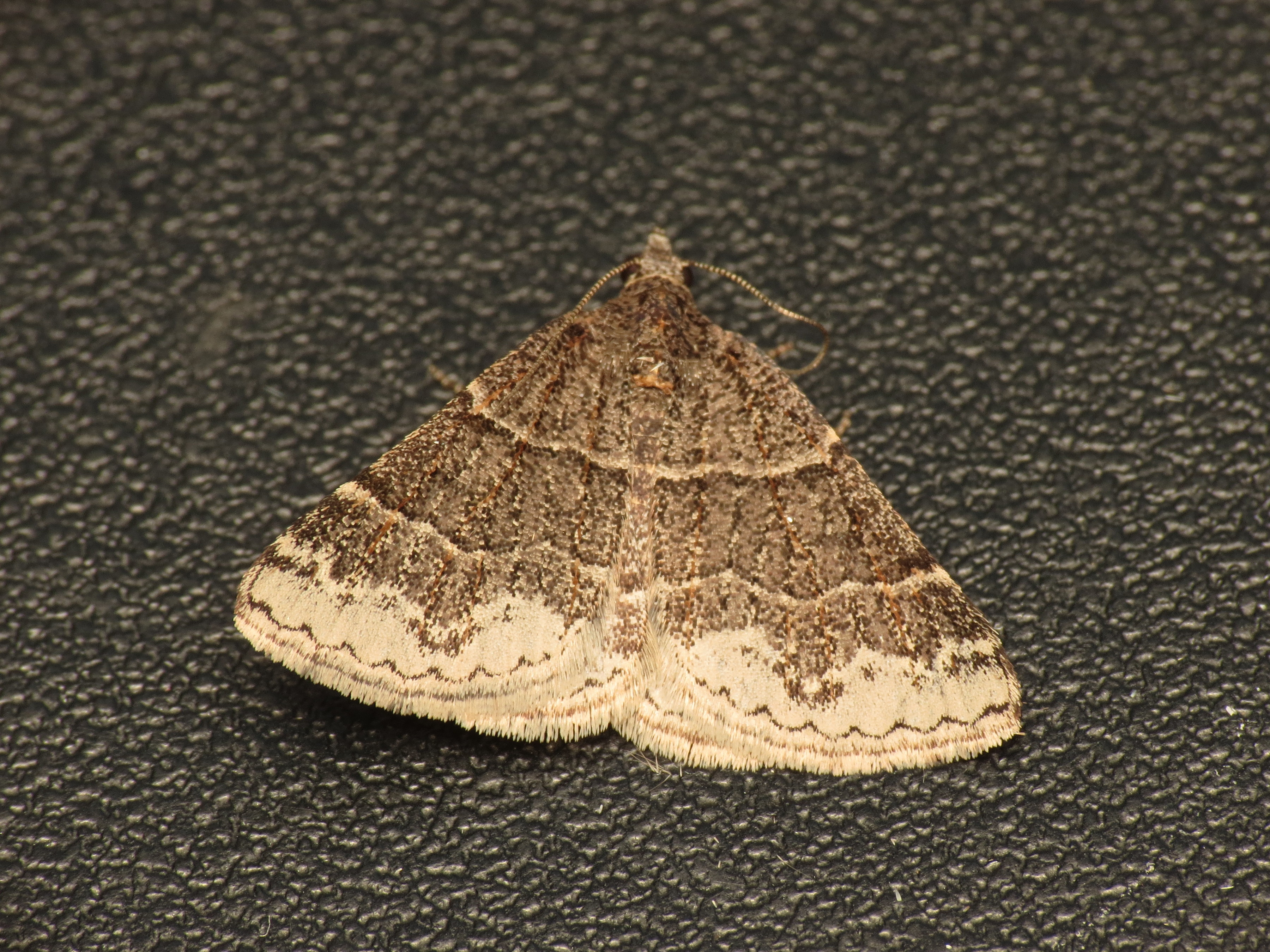
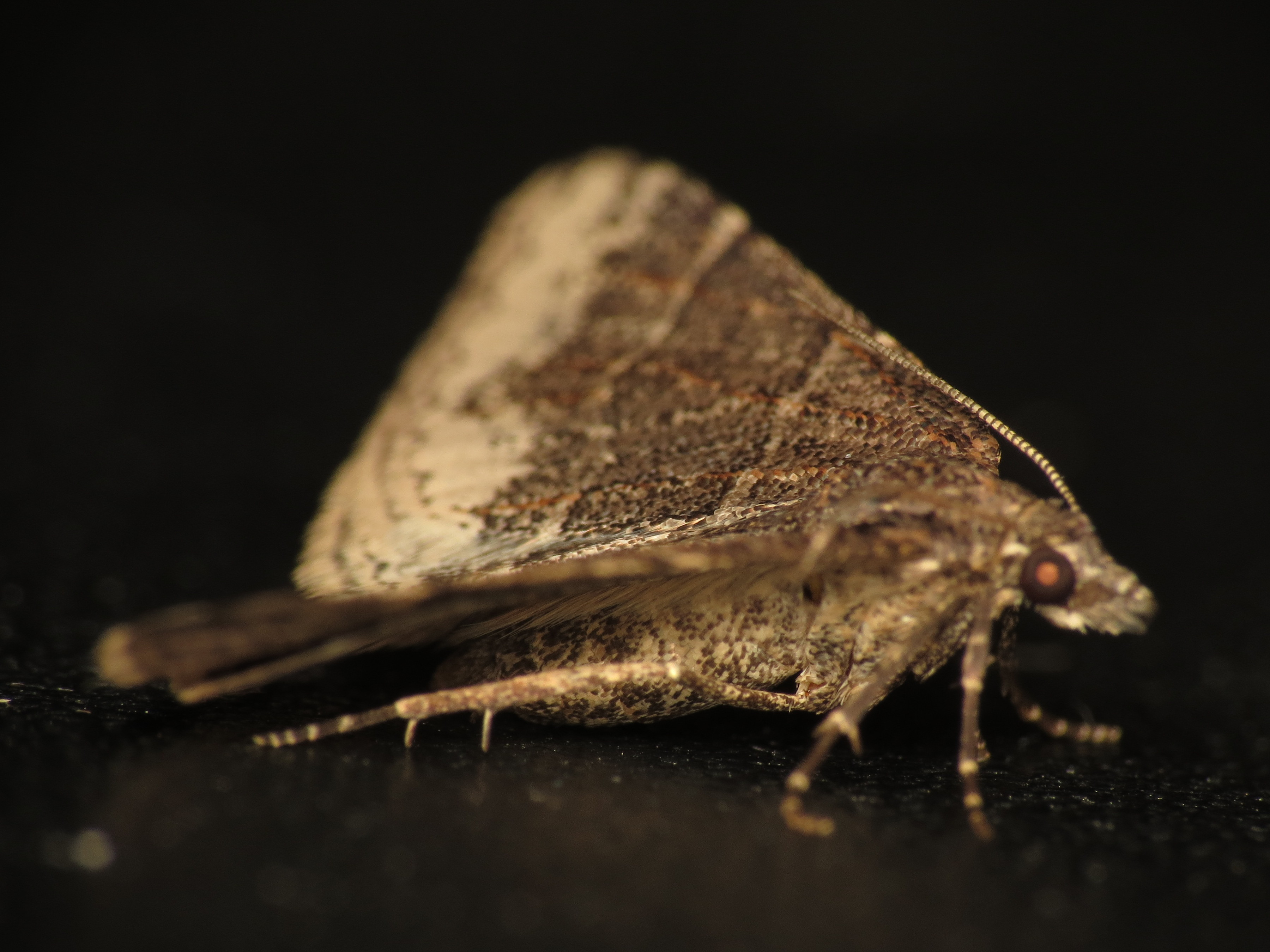
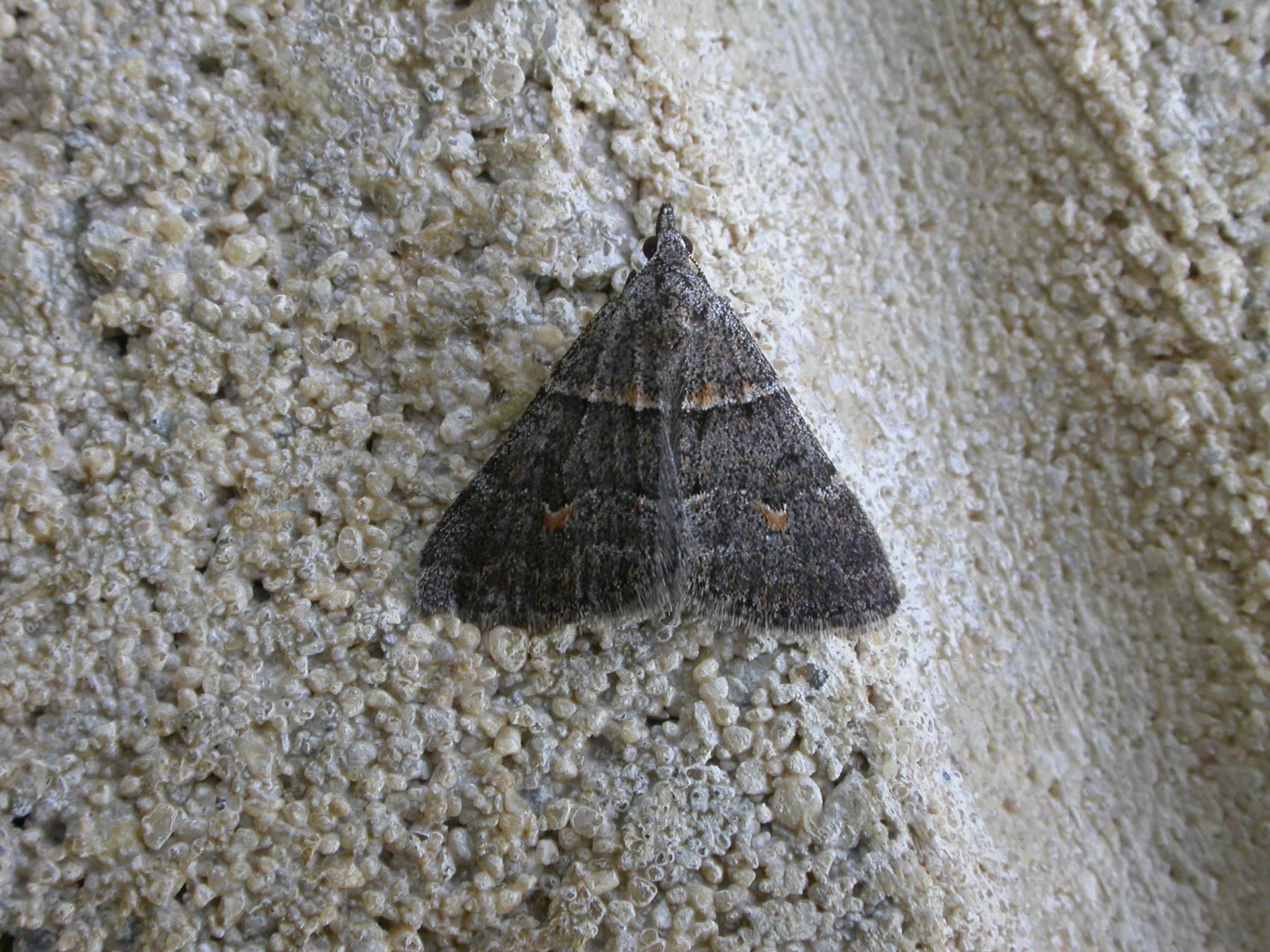
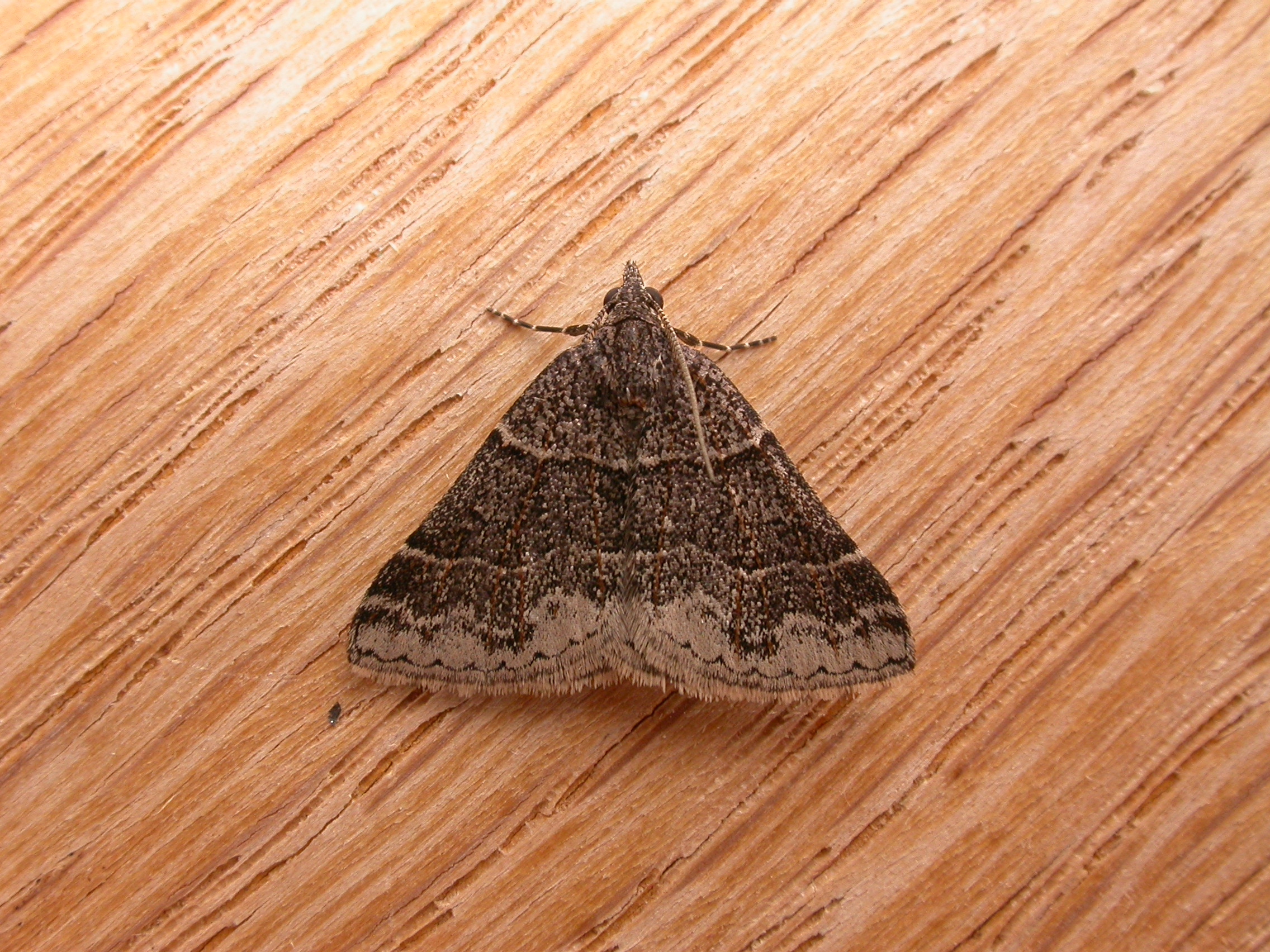

## Dottertaxa tillDichromodes, i alfabetisk ordning[1]
- Dichromodes aesia
- Dichromodes ainaria
- Dichromodes albitacta
- Dichromodes anelictis
- Dichromodes angasi
- Dichromodes aristadelpha
- Dichromodes atrosignata
- Dichromodes berthoudi
- Dichromodes capnoporphyra
- Dichromodes carbonata
- Dichromodes cirrhoplaca
- Dichromodes compsotis
- Dichromodes confluaria
- Dichromodes consignata
- Dichromodes costinotata
- Dichromodes cynica
- Dichromodes denticulata
- Dichromodes dentigeraria
- Dichromodes deprivata
- Dichromodes devitata
- Dichromodes diasemaria
- Dichromodes diffusaria
- Dichromodes disputata
- Dichromodes divergentaria
- Dichromodes emplecta
- Dichromodes estigmaria
- Dichromodes euprepes
- Dichromodes euscia
- Dichromodes exocha
- Dichromodes explanata
- Dichromodes exsignata
- Dichromodes fulvida
- Dichromodes galactica
- Dichromodes gypsotis
- Dichromodes haematopa
- Dichromodes icelodes
- Dichromodes ida
- Dichromodes implicata
- Dichromodes indicataria
- Dichromodes ioneura
- Dichromodes ischnota
- Dichromodes laetabilis
- Dichromodes lechria
- Dichromodes leptogramma
- Dichromodes leptozona
- Dichromodes limosa
- Dichromodes linda
- Dichromodes liospoda
- Dichromodes lissophrica
- Dichromodes longidens
- Dichromodes loxotropha
- Dichromodes lygrodes
- Dichromodes lygrophanes
- Dichromodes mesogonia
- Dichromodes mesondonta
- Dichromodes mesoporphyra
- Dichromodes mesotoma
- Dichromodes mesozona
- Dichromodes metaxanthata
- Dichromodes molybdaria
- Dichromodes niger
- Dichromodes obtusata
- Dichromodes odontias
- Dichromodes ophiosema
- Dichromodes ophiucha
- Dichromodes orectis
- Dichromodes oriphoetes
- Dichromodes ornata
- Dichromodes orthogramma
- Dichromodes orthotis
- Dichromodes orthozona
- Dichromodes paratacta
- Dichromodes partitaria
- Dichromodes perinipha
- Dichromodes personalis
- Dichromodes petrilineata
- Dichromodes petrina
- Dichromodes phaeostropha
- Dichromodes phaeoxesta
- Dichromodes plusiata
- Dichromodes poecilotis
- Dichromodes raynori
- Dichromodes rimosa
- Dichromodes rostrata
- Dichromodes rufilinea
- Dichromodes rufula
- Dichromodes schistacearia
- Dichromodes scothima
- Dichromodes semicanescens
- Dichromodes sigmata
- Dichromodes simpla
- Dichromodes simulans
- Dichromodes sphaeriata
- Dichromodes stilbiata
- Dichromodes strophiodes
- Dichromodes subflava
- Dichromodes subrufa
- Dichromodes tridenta
- Dichromodes triglypta
- Dichromodes triparata
- Dichromodes tritospila
- Dichromodes typhistis
- Dichromodes uniformis
- Dichromodes usurpatrix